# 羅恩·達令
羅納德·莫里斯·達令（Ronald Maurice Darling, Jr.，1960年8月19日—）是一名前美國職棒大聯盟（MLB）投手，在他13年的大聯盟生涯中有著113勝116敗和3.87的防禦率，外加13次完封。

## 簡介
達令1960年生於夏威夷州檀香山，母親是華裔夏威夷人，父親則是法国裔加拿大人，他是MLB史上第一名擁有華裔血統的選手，達令於1981年選秀會中在第一輪第九順位被德州遊騎兵隊選上，不久後就被交易至紐約大都會隊。1983年球季接近尾聲時升上大聯盟，1984球季便進入隊中的先發輪值。1985年球季繳出16勝6敗，防禦率2.90的出色表現，入選了生涯唯一一次明星賽；1986年球季，他隸屬的紐約大都會隊獲得了世界大賽的冠軍。1991年被交易至蒙特婁博覽會，後則待過奧克蘭運動家隊，1995年退休，退休後擔任球評與節目主持人至今。

## 外部連結
- 球員資訊和成績在MLB ，ESPN ，Retrosheet ，Baseball Reference ，Baseball Reference (Minors) ，Fangraphs ，The Baseball Cube ，Baseball Almanac （英文）